# Доказові обчислення
Доказові обчислення — цілеспрямовані комп'ютерні обчислення, комбіновані з аналітичними дослідженнями, які призводять до строгого встановлення нових фактів і доведення теорем.

## Достовірні обчислення
Одним із часто застосовуваних методів доказових обчислень є достовірні обчислення. Під достовірними обчисленнями мають на увазі чисельні методи з автоматичною верифікацією точності одержуваних результатів. Досить часто доказові обчислення будуються на основі інтервального аналізу, де замість дійсних чисел розглядаються інтервали, які визначають точність величин. Інтервальний аналіз широко застосовується для обчислень з гарантованою точністю в умовах машинної арифметики.

## Приклади

### У теорії чисел
Завдяки тому, що теорія чисел багато в чому оперує цілими числами, використання доказових обчислень у теорії чисел виявляється дуже плідним.
- Стверджується, що число Мерсенна {\displaystyle M_{43112609}=2^{43112609}-1} є простим. Перевірити цей факт теоретично може людина, але практично — лише з використанням обчислювальної техніки.
- Л. Ейлер висунув гіпотезу, що рівняння {\displaystyle x_{1}^{5}+x_{2}^{5}+x_{3}^{5}+x_{4}^{5}=x_{5}^{5}} не має розв'язків у цілих додатних числах. Проте пізніше було показано, що існує принаймні один розв'язок:

{\displaystyle x_{1}=27}, {\displaystyle x_{2}=84}, {\displaystyle x_{3}=110}, {\displaystyle x_{4}=133}, {\displaystyle x_{5}=144}.
Причому цей розв'язок знайдено шляхом перебору на комп'ютері.

### У теорії графів
Одним з найвідоміших успішних застосувань доказових обчислень у теорії графів є розв'язання проблеми чотирьох фарб. Цю відому задачу поставлено 1852 року і сформульовано так: «з'ясувати, чи можна кожну розташовану на сфері карту розфарбувати чотирма фарбами так, щоб будь-які дві ділянки, які мають спільну межу, були розфарбовані в різні кольори». 1976 року К. Аппель і В. Гакен за допомогою доказових обчислень показали, що так можна розфарбувати будь-яку карту.

### У гідродинаміці
Застосуванням доказових обчислень у математичних задачах гідродинаміки систематично займалися в Інституті прикладної математики ім. М. В. Келдиша РАН під керівництвом К. І. Бабенка. Прикладом є така теорема, отримана з допомогою доказових обчислень:
Теорема. При {\displaystyle \alpha =1.02} і {\displaystyle R=6000} спектральна задача Орра — Зоммерфельда має власне значення, яке лежить у півплощині {\displaystyle \mathrm {Re} \,\lambda >0}. Отже, в лінеаризованій постановці за цих параметрів течія Пуазейля нестійка.

### Ще приклади
- Проблема трійок Буля — Піфагора.
- Класифікація багатогранників Джонсона.